# 三宅幾三郎
三宅 幾三郎（みやけ いくさぶろう、1897年10月15日 - 1941年5月1日）は、小説家、翻訳家。兵庫県生まれ。東京帝国大学英文科卒業。在学中に十一谷義三郎とともに同人雑誌『行路』を創刊し、小説を書く。高知高等学校教授。十一谷とともに川端康成らの『文藝時代』に参加。1926年高知高校を辞職し上京、文化学院講師となる。のち翻訳に力を入れ、『嵐が丘』『虚栄の市』などを翻訳した。

## 著書
- 山霊　文園社、1942

## 翻訳
- 東西文学評論 ラフカデイオ・ヘルン 十一谷義三郎共訳 聚芳閣、1926 のち岩波文庫
- ロレンス全集 第1巻 息子と恋人 清野暢一郎共訳 三笠書房 1936-1939 のち角川文庫
- 颱風 タイフーン ジョゼフ・コンラッド 岩波文庫 1937 のち新潮文庫
- 虚栄の市 1-6 サッカレ 岩波文庫 1939-1940
- 新世界文学全集 第21巻 嵐ケ丘 エミリ・ブロンティー 河出書房 1943 のち岩波文庫
- 現代世界文学叢書 第12 危険な年令 ローズ・マコーレ 中央公論社 1943
- ワンダ・ブック 少年少女のために ホーソン 岩波文庫 1950 のち少年文庫